# Ebba Kruuse
Ebba Kruuse (27. januar 1898 – 1. marts 1947) var en dansk kunstmaler.
Hun var elev af Peter Hansen. I 1930'erne var hun i en længere periode bosat i Frankrig, hvor hun udstillede i bl.a. Salon des Tuileries og Salon des Artistes Français i Paris 1935-36. Derefter flyttede hun tilbage til Danmark, hvor hun bl.a. udstillede på Kunstnernes Efterårsudstilling 1942 og 1943.
Hendes produktion omfatter primært stillebener af grøntsager, frugter, blomster mv. samt portrætter og landskabsmalerier.